# 溝端淳平
溝端 淳平（みぞばた じゅんぺい、1989年〈平成元年〉6月14日 - ）は、日本の俳優、声優、タレント、司会者。
和歌山県橋本市出身。エヴァーグリーン・エンタテイメント所属。第19回ジュノン・スーパーボーイ・コンテストグランプリ。

## 略歴
橋本市恋野地区出身で、同市恋野小学校を卒業した。子供のころからドラマや映画が好きで俳優に憧れていたという。小学4年生の時、異動することとなったクラスの担任教諭から「旅に出ろ」と書かれた色紙を贈られ、その言葉に感銘を受けて勉強机に飾っていた。2006年、6歳および7歳年上の2人の姉が応募したのがきっかけで、「第19回ジュノン・スーパーボーイ・コンテスト」でグランプリおよびボルテージ賞を受賞。当時は高校2年生で、これにより歴代受賞者の中では最多となる40社の芸能事務所から所属の勧誘を受ける。その後は高校2年まで和歌山県で過ごし、上京。
2007年4月、『世界ウルルン滞在記"ルネサンス"』の司会に選ばれる。また同年同月、ドラマ『生徒諸君!』の日下部和真役で俳優デビューする。
2008年、『ハチワンダイバー』でドラマ初主演を果たす。また同年は、映画初出演作品となる『DIVE!!』でも林遣都・池松壮亮とともに主演を務め、映画でも初主演を果たすこととなった。
2009年、国際ドラマフェスティバル in TOKYO2009において「東京ドラマアウォード2009」新人賞を受賞。また日経トレンディ「今年の顔」に選出される。
2010年3月5日、映画『赤い糸』で、第33回日本アカデミー賞優秀新人賞を受賞。『NECK』や『君が踊る、夏』等の主演映画の公開が続いた。『君が踊る、夏』は初の単独主演映画となる。
2014年6月1日、声帯ポリープの切除手術を受けて一週間ほど静養していたことをブログを通じてファンに告白。全身麻酔による手術であったこと、手術が無事に成功し滑らかな声が出るようになった事などが報告されている。
2015年、蜷川幸雄演出による舞台『ヴェローナの二紳士』で主演、自身のキャリア初の女性役を演じることになる。
2016年5月にはBS時代劇『立花登青春手控え』で時代劇初主演を務める。
2019年後期放送『スカーレット』に戸田恵梨香演じるヒロイン喜美子の初恋の相手となる医学生の酒田圭介を演じ、NHK連続テレビ小説初出演を果たす。
2025年1月1日午前0時、一般女性との結婚を発表した。

## 人物
- 趣味、特技はソフトテニスと和太鼓、サッカー。
- 「ジュノン・スーパーボーイ・コンテスト」の最終審査では、地元である和歌山県橋本市恋野地区の法被を着て和太鼓を披露した。なお地区内に所在する「恋し野あじさい公園」には、同郷の筒香嘉智（プロ野球選手）と溝端の記念碑が建立されている[9]。
- 目標の俳優はドラマ『花ざかりの君たちへ〜イケメン♂パラダイス〜』で共演した小栗旬、生田斗真[10]。
- 映画『DIVE!!』では飛込競技に挑戦した。ほとんどの競技シーンは本物の選手による吹き替えだったが、「スワンダイブ」という手を広げてまっすぐに飛び込む技は、溝端自身が挑戦し10メートルの高さから実際に飛び込む。
- 元東方神起でJYJのメンバーであるジェジュン、岡田将生、東方神起のチャンミンやユンホとは友人である。
- 影響を受けた映画は『GO』。セリフをすべて言えるくらい好きな作品。「10代のころに抱く、特有の葛藤がすごくリアルに中学生時代の僕に伝わってきました。山﨑努（『GO』の主人公の父親役）さんの『広い世界を見ろ』というセリフが、今でも僕の指針になっています。」[11]と語っている。
- 朝井リョウの作品『脇役バトルロワイアル』（短編集『世にも奇妙な君物語』収録）は溝淵淳平という名前の架空の役者を主人公とした短編小説だが、一文字違いの名前からもわかる通り溝端のパブリックイメージを作品内に導入した内容になっている。
- 普段は標準語で話している。一方、近畿地方の出身のため関西の出身の人と話すときは関西弁で話すこともある。溝端にとって朝ドラ初出演の「スカーレット」は、関西ことばを初めて前面に出すテレビドラマ[12] [注 1]となった。
- 役者として大河ドラマに出演することを一つの目標としていた[13]。

## 受賞歴
2006年
- 第19回ジュノン・スーパーボーイ・コンテストグランプリ・ボルテージ賞

2009年
- 東京ドラマアウォード2009 新人賞[14]

2010年
- 第33回日本アカデミー賞 新人俳優賞（『赤い糸』）
- ネイルクィーン 2010「メンズ部門」

2011年
- 第20回日本映画批評家大賞 新人男優賞（『君が踊る、夏』）
- 第8回The Beauty Week Award 『The Best of Beauty 2011』

2013年
- 第27回高崎映画祭 最優秀助演男優賞（『黄金を抱いて翔べ』）

2016年
- COTTON USAアワード「Mr.COTTON USA」

2021年
- ベストスマイル・オブ・ザ・イヤー 2020（日本歯科医師会）受賞

2023年
- KIMONOIST AWARD 2023[15]

## 出演
※太字は主演作品。

### テレビドラマ
- 生徒諸君!（2007年4月20日 - 6月22日、テレビ朝日） - 日下部和真 役
- 花ざかりの君たちへ〜イケメン♂パラダイス〜（2007年7月3日 - 9月18日、フジテレビ）- 嵯峨和真 役
  - 花ざかりの君たちへ〜イケメン♂パラダイス〜 卒業式&7と1/2話スペシャル（2008年10月12日）
- 夢路 第39回（2008年2月10日、TBS）
- フキデモノと妹（2008年3月1日、テレビ朝日） - 橋口智也 役
- ハチワンダイバー（2008年5月3日 - 7月19日、フジテレビ） - 菅田健太郎 役
- 赤い糸（2008年12月6日 - 2009年2月28日、フジテレビ） -  西野敦史 役
- BOSS（2009年4月16日 - 6月25日、フジテレビ） - 花形一平 役
  - BOSS 2ndシーズン（2011年4月14日 - 6月30日）
- ブザー・ビート〜崖っぷちのヒーロー〜（2009年7月13日 - 9月21日、フジテレビ） - 秦野秀治 役
- 新参者（2010年4月18日 - 6月20日、TBS） - 松宮脩平 役
  - 赤い指〜「新参者」加賀恭一郎再び!〜（2011年1月3日）
- しぇいけんBABY! -Shakespeare Syndrome-（2010年1月3日、フジテレビ） - 山岡リュータ 役
- 夢の見つけ方教えたる!2（2010年3月13日、フジテレビ） - 御茶ノ水はじめ 役
- シバトラ・さらば、童顔刑事スペシャル（2010年5月22日、フジテレビ） - 五十嵐幻人 役
- ほんとにあった怖い話「叫ぶ廃病院」（2010年、フジテレビ）- 二宮慎太郎 役
- 名探偵コナン ドラマスペシャル（読売テレビ） -  工藤新一 役
  - 工藤新一への挑戦状!怪鳥伝説の謎 （2011年4月12日）
  - 名探偵コナン 工藤新一への挑戦状（2011年7月7日 - 9月29日）
  - 工藤新一 京都新撰組殺人事件（2012年4月12日）
- 最後の絆 沖縄・引き裂かれた兄弟 〜鉄血勤皇隊と日系アメリカ兵の真相〜（2011年8月13日、フジテレビ） - ゴロウ 役（特別出演）
- 蜜の味〜A Taste Of Honey〜（2011年10月13日 - 12月22日、フジテレビ） - 財杉康志 役
- 都市伝説の女（2012年4月13日 - 6月8日、テレビ朝日） - 勝浦洋人 役
  - 都市伝説の女 Part2（2013年10月11日 - 11月22日）
- つるかめ助産院〜南の島から〜（2012年8月28日 - 10月16日、NHK総合） - 小野寺達也 役
- 松本清張 危険な斜面（2012年9月30日、フジテレビ） - 沼田仁一 役
- ソドムの林檎〜ロトを殺した娘たち（2013年3月23日 - 4月14日、WOWOW） - 北野健吾 役
- 35歳の高校生（2013年4月13日 - 6月22日、日本テレビ） - 小泉純一 役
- 恋するイヴ（2013年12月24日、日本テレビ） - ガックン 役
- 失恋ショコラティエ（2014年1月13日 - 3月24日、フジテレビ） - オリヴィエ・トレルイエ 役
- LEADERS リーダーズ（2014年3月22日・23日2夜連続、TBS） - 愛知洋一郎 役
- おやじの背中 第5話（2014年8月10日、TBS） - 勝 役
- 命ある限り戦え、そして生き抜くんだ（2014年8月15日、フジテレビ） - 伊藤正人 役
- 昨夜のカレー、明日のパン（2014年10月5日 - 11月16日、NHK BSプレミアム） -  岩井正春 / 岩井冬彦 役[16]
- 妻たちの新幹線（2014年10月25日、NHK名古屋） - 島隆 役
- 女はそれを許さない（2014年10月21日 - 12月23日、TBS） - 滝口泰輔 役[17]
- 時代劇法廷スペシャル〜被告人は坂本龍馬〜（2015年3月 - 、時代劇専門チャンネル） - 坂本龍馬 役
- 3つの街の物語 Episode3（2015年6月7日、TBS） - 犬伏一真 役[18]
- わたしをみつけて （2015年11月24日 - 12月15日、NHK総合） - 後藤雅之 役[19][20]
- 初恋芸人 （2016年3月1日 - 4月19日、NHK BSプレミアム）- 橋本晃 役
- 立花登青春手控え[21]（2016年5月13日 - 7月1日、NHK BSプレミアム） - 立花登 役
  - 立花登・青春手控え2（2017年4月 - 5月、NHK BSプレミアム）[22]
  - 立花登・青春手控え3（2018年11月 - 12月、 NHK BSプレミアム）[23]
- BS1スペシャル幸せなら手をたたこう〜名曲誕生の知られざる物語〜（2016年7月31日、NHK BS1）-　木村利人 役
- 歴史秘話ヒストリア（2016年9月16日、NHK総合）番組内再現ドラマ - 石川啄木 役
- 仮面同窓会（2019年6月1日 - 7月21日、東海テレビ・フジテレビ系） - 新谷洋輔 役[24][25]
- 連続テレビ小説 スカーレット（2019年9月30日 - 2020年3月28日、NHK総合） - 酒田圭介 役
- オペレーションZ〜日本破滅、待ったなし〜（2020年3月15日 - 4月19日、WOWOW） - 周防篤志 役[26]
- 柳生一族の陰謀（2020年4月11日、NHK BSプレミアム） - 柳生十兵衛 役[27]
- すぐ死ぬんだから（2020年8月23日 - 9月20日、NHK BSプレミアム） - 森岩太郎 役[28]
- 天国と地獄〜サイコな2人〜（2021年1月17日 - 3月21日、TBS） - 八巻英雄 役[29]
- 古見さんは、コミュ症です。（2021年9月6日 - 11月1日、NHK総合） - 片居誠 役[30]
- ゴシップ#彼女が知りたい本当の○○（2022年1月6日 - 3月17日、フジテレビ） - 根津道春 役[31]
- 愛しい嘘 優しい闇（2022年1月14日 - 3月4日、テレビ朝日） - 深沢稜 役[32]
- 善人長屋（2022年7月8日 - 8月26日、NHK BSプレミアム・BS4K） - 加助 役[33]
- Sister（2022年10月20日 - 12月22日、読売テレビ） - 麻倉陽佑 役[34]
- 大河ドラマ どうする家康（2023年1月8日 - 、NHK総合） - 今川氏真 役[35]
- 何曜日に生まれたの（2023年8月6日 - 10月8日、朝日放送テレビ・テレビ朝日） - 公文竜炎 役[36]
- 世にも奇妙な物語'23 秋の特別編「トランジスタ技術の圧縮」（2023年11月11日、フジテレビ） - 梶原倫夫 役[37]
- 正直不動産スペシャル（2024年1月3日、NHK総合・BSプレミアム4K） - 希志智則 役[38][39]
- 恋する警護24時（2024年1月13日 - 3月9日、テレビ朝日） - 漆原透吾 役[40]
- 民王R（2024年10月22日 - 12月10日、テレビ朝日） - 白鳥翼 役[41]
- 全領域異常解決室 最終話（2024年12月18日、フジテレビ） - 日野克己 役[42]
- まどか26歳、研修医やってます!（2025年1月14日 - 3月18日、TBS） - 本郷新 役[43]
- 私があなたといる理由〜グアムを訪れた3組の男女の1週間〜（2025年7月2日 - 、テレビ東京） - 泉陽介 役[44]
- リベンジ・スパイ（2025年7月5日 - 、テレビ朝日） - 菅原尚之 役[45]

### 映画
- DIVE!!（2008年6月14日、角川映画） - 沖津飛沫 役
- 赤い糸（2008年12月20日、松竹） - 西野敦史 役
- ハルフウェイ（2009年2月21日、シネカノン） - 田代祐 役
- NECK（2010年8月21日、アスミック・エース） - 首藤友和 役
- 君が踊る、夏（2010年9月11日、東映） - 寺本新平 役
- 高校デビュー（2011年4月1日、アスミック・エース） - 小宮山ヨウ 役
- 麒麟の翼 〜劇場版・新参者〜（2012年1月28日公開、東宝） - 松宮脩平 役
  - 祈りの幕が下りる時（2018年1月27日公開、東宝）[46]
- 黄金を抱いて翔べ（2012年11月3日公開、松竹） - 北川春樹 役
- ボクは坊さん。（2015年10月24日公開、ファントム・フィルム） - 桧垣真治 役
- 珍遊記（2016年2月27日公開） - 龍翔 役
- 破裏拳ポリマー（2017年5月13日公開、KADOKAWA） - 鎧武士 / 破裏拳ポリマー 役[47]
- 輪違屋糸里（2018年12月15日公開、ビデオプランニング） - 土方歳三  役[48]
- 七つの会議（2019年2月1日公開、東宝） - 星野 役[49]
- 366日（2025年1月10日公開、ソニー・ピクチャーズ エンタテインメント） - 橘諒太 役[50][51]

### 吹き替え
- 三銃士/王妃の首飾りとダ・ヴィンチの飛行船（2011年10月28日公開） - ダルタニアン 役〈ローガン・ラーマン〉 ※劇場公開・ソフト版
- マーベル・シネマティック・ユニバース - サム・ウィルソン / ファルコン / キャプテン・アメリカ 役〈アンソニー・マッキー〉
  - キャプテン・アメリカ/ウィンター・ソルジャー（2014年4月19日公開）
  - アベンジャーズ/エイジ・オブ・ウルトロン（2015年7月4日公開）
  - アントマン（2015年9月19日公開）
  - シビル・ウォー/キャプテン・アメリカ（2016年4月29日公開）
  - アベンジャーズ/インフィニティ・ウォー[52]（2018年4月27日公開）
  - アベンジャーズ/エンドゲーム[53]（2019年4月26日公開）
  - キャプテン・アメリカ:ブレイブ・ニュー・ワールド[54]（2025年2月14日公開）

### 舞台
- 闇の門（2007年）
- DARKNESS GATE（2008年）
- LOVE LETTERS（2009年）
- NECK（2010年）
- スマートモテリーマン講座（2010年、演出:福田雄一）
- 朗読劇　私の頭の中の消しゴム（2010年）
- ウサニ（2012年）
- こんばんは、父さん（2012年、演出:永井愛）
- ムサシ（2013年 - 2014年、2018年、2021年、演出:蜷川幸雄）
- 熱海殺人事件（2014年）
- ヴェローナの二紳士（2015年、演出:蜷川幸雄）
- レミング〜世界の涯てまで連れてって〜（2015年）
- るつぼ（2016年）
- ミッド・ナイト・イン・バリ（2017年）
- 管理人（2017年）
- 家族熱（2018年）
- 魔界転生（2018年、演出:堤幸彦）
- ヘンリー五世 (2019年、演出:吉田鋼太郎）
- 最貧前線（2019年、演出:一色隆司）
- 劇団AUN第25回公演『一尺四方の聖域』（2019年、作･演出:市村直孝）
- 十二人の怒れる男（2020年）- 陪審員12番 役
- 終わりよければすべてよし (2021年、演出:吉田鋼太郎）- デュメイン兄弟 役
- 毛皮のヴィーナス（2022年、演出:五戸真理枝）- トーマス 役
- カラカラ天気と五人の紳士（2024年、演出:加藤拓也）- 紳士2 役[55]
- 狩場の悲劇（2025年〈予定〉、作･演出:永井愛）[56]

### テレビ番組
- 世界ウルルン滞在記"ルネサンス"（2007年 - 2008年、毎日放送・TBS） - 司会
- エチカの鏡〜ココロにキクTV〜（2008年 - 2010年、フジテレビ） - ナビゲーター
- 誰だって波瀾爆笑（2008年 - 2020年、日本テレビ） - メインMC
- ネプリーグ(2014年1月27日　フジテレビ)
- NHKスペシャル「シリーズ大江戸」（2018年4月27日 - 7月1日、NHK総合） - ナビゲーター[57]
- 痛快TV スカッとジャパン（2018年3月12日、フジテレビ） - 川辺雅人 役
- 芸能人格付けチェック(2022年1月1日、2023年10月3日　ABCテレビ)
- こころの時代「明恵上人の“夢” 「あるべきようは」を生きる」（2024年5月26日、NHK Eテレ）- 朗読[58]
- 探偵!ナイトスクープ（2025年8月8日、ABCテレビ） - 特命局長（代理MC）

### 配信ドラマ
- ひだまりの場所〜 初恋 〜（2010年1月20日 - 4月11日、BeeTV） - 山崎英志 役
- 私が黄金を追う理由〜映画「黄金を抱いて翔べ」スペシャルドラマ〜（2012年10月1日 - 10月27日、BeeTV） - 北川春樹 役
- 君と世界が終わる日に（Hulu） - 加州宗一 役
  - Season4（2023年3月19日 - 4月16日） [59]
  - Season5（2024年2月9日 - 3月8日）[60]
- 外道の歌（2024年12月20日 - 、DMM TV） - 鶴巻裕 役[61]

### ラジオ
- FMシアター ラジオドラマ「未来日記の行方」（2020年7月18日、NHK-FM） - 隆 役[62]

### CM
- ソニー・ミュージックエンタテインメント Eve 〜Song for Sweet Memories〜（2008年3月 - ）
- ライトオン（2008年）
- 江崎グリコ ポッキー[注 2]（2009年）
- 明星食品 一平ちゃん（2009年 - ）
- ブルボン プチシリーズ（2009年 - ）
- FILA（2009年 - ）
- 洋服の青山（2009年 - ）
- 松屋フーズ（2011年 - ）
- 大王製紙・エリスウルトラガード（2011年10月 - ）
- ロート製薬 メンソレータムアクネス（2012年3月 - ）
- GREE モンスタープラネット（2012年6月 - ）[63]
- MEN'S TBC（2013年5月 - ）
- トヨタ自動車 ハリアー（2014年6月 - ）
- 武田薬品工業 ベンザブロック（2014年9月 - ）
- ワコール（2016年8月 - ）
- コーセー（2017年8月 - ）
- サダマツ フェスタリアビジュソフィア（2017年11月 - ）
- プロミス（2018年4月 - ） - 長男 太郎 役
- 宝仙堂 凄十（2021年11月 - ） - 10代目ナビゲーター[64]
- リクルートホールディングス リクルートダイレクトスカウト（2022年3月 - ）
- Sky（2024年5月 - ）[65]

### MV
- 東方神起  「Duet -Two of Us ver.- 」 （2016年）
- 東方神起 「逢いたくて逢いたくてたまらない -Two of Us ver.-」（2016年）
- 東方神起 「OCEAN -Two of Us ver.-」（2016年）

### ゲーム
- 二ノ国シリーズ（2010年12月 -、レベルファイブ） - ブヒーデン 役

## 書籍

### 写真集
- 熱風少年（2009年、主婦と生活社） ISBN 978-4-391-13715-6

### 雑誌
- JUNON（2007年2月 - ） - モデル
- ザテレビジョン「イトバタ会議中！」（2008年10月 -2009年2月、角川マガジンズ）
- SOUP「溝端淳平のガチンコバイト日記」（2009年10月 -2013年6月、インデックス・コミュニケーションズ）
- Seventeen「男ってこんなもんだっ！！」（2010年5月 -2012年4月）「男磨き中！」（2012年5月 -2013年4月、集英社）

### カバーモデル
- 銀河鉄道の夜（著：宮沢賢治、2008年9月30日、ゴマブックス）
- 走れメロス（著：太宰治、2008年9月30日、ゴマブックス）
- 三四郎（著：夏目漱石、2008年9月30日、ゴマブックス）
- Flying! 1st step.（著：飛鳥未来、2011年12月22日、集英社ピンキー文庫）
- Flying! 2nd step.（著：飛鳥未来、2011年12月22日、集英社ピンキー文庫）
- 通学範囲〜君は僕の傍にいる〜（著：みゆ、2013年4月25日、集英社ピンキー文庫）